# Cerro Punta
Cerro Punta est un corregimiento situé dans le district de Tierras Altas, province de Chiriquí, au Panama. En 2010, la localité comptait 7 754 habitants.

## Géographie
Cerro Punta a un terrain assez accidenté, avec de petites plaines, où la plupart des habitants vivent. Il est très fréquent de voir des maisons à une certaine distance les unes des autres, et de grandes terres derrière où est pratiquée l'agriculture (principalement des pommes de terre et des légumes).
Il est traversé par de nombreux ruisseaux de montagne et lorsqu'ils se rejoignent, ils donnent naissance au río Chiriqui Viejo.

## Villages
Le district est composé de villages tels que Guadalupe, Bajo Grande, Entre Ríos, Las Nubes, La Garita, Barrio del Bajito, Las Miranda, Barrio 6, El Pueblo, Las Cumbres, Alto Pineda, El Barrio de la Chacha, Nueva Suiza, Alto Bambito.

## Climat
Cerro Punta a un climat de montagne tempéré-froid dû à l'altitude et à la couverture nuageuse élevée, les températures varient entre 7 et 17 °C. et les précipitations sont d'environ 2 000 mm par an. À Bajo Grande, on signale des températures minimales inférieures à 2 °C et les gelées ne sont pas rares, surtout pendant la saison sèche, qui s'étend de décembre à mars.